# Boy (албум)
Boy је први албум ирске рок групе U2. Објављен је 20. октобра 1980. Текстови се баве младошћу и пубертетом.

## Списак пјесама
Музика: U2, текстови: Боно
1. – 3:36
2. – 4:22
3. – 6:21
4. – 1:53
5. – 4:13
6. – 3:02
7. – 1:34
8. – 3:14
9. – 4:34
10. – 4:48
11. – 4:36

## Особље
- Боно – пјевач
- Ди Еџ – гитара, пјевач
- Адам Клејтон – бас
- Лари Молен Јуниор – бубњеви